# Condado de Price
O Condado de Price é um dos 72 condados do Estado americano do Wisconsin. A sede do condado é Phillips, e sua maior cidade é Phillips. O condado possui uma área de 3 311 km² (dos quais 67 km² estão cobertos por água), uma população de 15 822 habitantes, e uma densidade populacional de 5 hab/km² (segundo o censo nacional de 2000). O condado foi fundado em 1879.